# حملة تجرد
تجرد، هي حملة شعبية أطلقها بعض النشطاء المصريين في مايو 2013 تهدف إلى جمع توقيعات لتأييد «شرعية» الرئيس محمد مرسي. ظهرت كمقابل لحملة تمرد التي تحمل فكراً متناقضاً لكنها تعمل بنفس الآليات؛ حيث كانت تمرد تسعى لجمع توقيعات من المواطنين لسحب الثقة من الرئيس محمد مرسي. أما تجرد فقد سعت لجمع توقيعات المواطنين المساندين للرئيس محمد مرسي ونظامه القائم والمناصرين لفكرة إكماله فترة رئاسته إلى نهايتها.
منظمو حملة تجرد هم: الإخوان المسلمون وحزب الحرية والعدالة وحزب الوسط وهيئة الحقوق والإصلاح وحزب الوطن.

## التأسيس
تأسست الحملة في مايو 2013 ردا علي حملة تمرد، وبدأ نشطاؤها في جمع توقيعات من أفراد الشعب المصري بهدف التمسك بنتائج الانتخابات الديمقراطية التي أنتجت أول رئيس مدني منتخب.
في البداية كان تدشين الحملة من قبل قيادات الجماعة الإسلامية في مصر مثل عاصم عبد الماجد، حيث انطلقت من هيئة الأنصار التي يترأسها عبد الماجد. وانضمت لها عدة جماعات وأحزاب سياسية مؤيدة لمحمد مرسي، بينما أعلن كلا من الدعوة السلفية بالإسكندرية وحزب النور عدم مشاركتهما في الحملة.
طبعت الحملة عشرة ملايين استمارة جديدة لتوزيعها على المواطنين للتوقيع عليها، وأعلنت أنها تستهدف جمع 38 مليون توقيع وأنها ستستمر حتى 30 يونيو 2013. وفي 22 مايو أُعلن عن توقيع محمد حسان على استمارة تجرد. وفي 2 يونيو رفضت نقابة الأطباء إقامة مؤتمر الإعلان عن تدشين الحملة في النقابة. وفي 11 يونيو 2013 أعلنت الحملة عن نجاحها في جمع 11 مليون توقيع؛ لتأييد شرعية محمد مرسي.
```
وفي 
29 يونيو
 2013 أعلن عاصم عبد الماجد، أن "حملة "تجرد" جمعت 26 مليون استمارة للحملة مؤيدة لمحمد مرسي.
[
12
]
```

تعرضت حملة تجرد للانتقاد والإتهام بأنها ظهرت فقط للتشويش على تمرد، بينما رد المتحدث باسم حملة تجرد قائلًا: «ظهور تجرد ليس للرد على تمرد». بينما وصفت حركة شباب 6 أبريل الحملة واصفة إياها بأنها «مجرد مزحة سخيفة». وشكك القائمين على حملة تمرد من أن الأرقام التي أعلنتها تجرد غير حقيقية.

## وصلات خارجية
- حركة تجرد تجمع 26 مليون توقيع (العربية.نت)